# Ryan Babel
Ryan Guno Babel (hollandul:ˈrɑjɐn ˈbaːbəl; Amszterdam, 1986. december 19. –) holland 
az AFC Ajax csatára. A válogatott játékos tud játszani balszélsőként is.
Babel karrierjét az Ajaxban kezdte 1998-ban, a juniorcsapatból feltört a felnőttkeretbe. Három szezont játszott az első csapatban, mielőtt szerződtette a Liverpool 2007 közepén, ahol három különböző menedzser keze alatt sem sikerült állandó csapattagságot kiharcolnia. 2011 januárjában eladták a TSG 1899 Hoffenheim csapatának, körülbelül annak a feléért, amit a Liverpool fizetett érte. Hoffenheimi időszakában három menedzserrel is vitái voltak. 2012 nyarán Babel kivásárolta magát szerződése hátralevő egy évéből, ezzel szabadúszó lett, majd visszatért az Ajaxhoz, ahol egyéves megállapodást írt alá. A szezon után, 2013. június 21-én, Babel aláírt a Kasımpaşához.
Babel 2005 óta volt tagja a holland labdarúgó-válogatottnak, és minden junior szinten képviselte hazáját. Két világbajnokságon vett részt: a 2006-oson, majd a 2010-esen, ahol döntőbe jutottak.

## Pályafutása

### Korai évek
Babel Amszterdam Bijlmermeer városrészében nőtt fel, és már korán érdeklődött a labdarúgás iránt. A helyi labdarúgó-tehetségek (például Ruud Gullit és Frank Rijkaard) által inspirálva, Babel a közeli juniorcsapatokban: az SV Diemenben, majd a Fortiusban játszott. 1997-ben részt vett az AFC Ajax egy ifjúsági kiválasztós napján. Átment az első selejtezőkörön, de tovább nem. Azonban az Ajax a következő évben befogadta és az1999–2000-es szezonban a D1-csapatukban játszott. Miután fokozatosan áthaladt a C1, B1 és az A1 csapatokon, 2004 januárjában Babel aláírta élete első profi szerződését.

### Klubcsapatban

#### Ajax

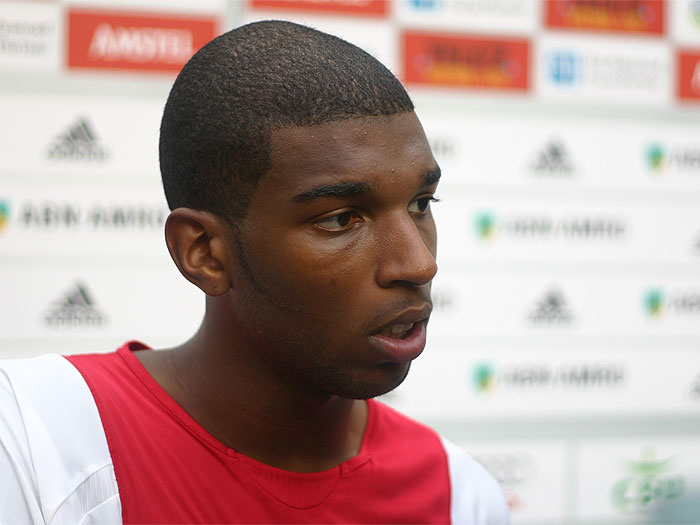
Babel egy meccs előtti sajtókonferencián az Ajax mezében

Csatárként játszva, 2004. február 1-én, mindössze másfél hónappal 17. születésnapja után, az Ajax-edző Ronald Koeman bedobta a mély vízbe az ADO Den Haag elleni 4–0-s hazai Eredivisie-meccsen. Az Ajax végül megnyerte a holland bajnoki címet, de Babel a szezonban nem kapott több lehetőséget. Kilenc hónappal később, 2004. november 20-án, Babel megszerezte első felnőttgólját a De Graafschap elleni 5–0-s siker alkalmával.
2003 júliusában Babel új szerződést írt alá az Ajaxszal. Az új szezont a szuperkupában a PSV Eindhovenbek lőtt győztes góllal kezdte (2–1). Babel az UEFA-bajnokok ligája Brøndby elleni selejtezőjének mindkét meccsén gólt lőtt, az Ajax ennek köszönhetően jutott a csoportkörbe. A 2005–06-os szezon egy szűkebb év volt Babelnek, mindössze két bajnoki gólt lőtt. De folytatta remek szereplését a válogatottban, és novemberben Olaszország ellen meglőtte második válogatott gólját. A szezon végén Babel második félidei csereként állt be a PSV elleni 2–1-es kupadöntő alkalmával.
Babel a 2006–07-e szezont másik Holland Szuperkupa-győzelemmel kezdte, ismét a PSV-t győzték le 3–1-re. A 2006–07-es januári átigazolási szezonban szóba hozták az Arsenal-lal és a Newcastle Uniteddel, de további fejlemények nem történtek. Az átigazolási pletykák közepette Babel 2007. február 2-án új hároméves szerződést írt alá az Ajaxszal. Májusban Babel és az Ajax sikeresen megvédte Holland Kupa-győzelmét. Az AZ elleni meccs büntetőpárbajba torkollott, de Babelt edzője lecserélte 120 perc után.
Az amszterdami csapatban 73 mérkőzésen szerepelt és 14 gólt lőtt.

#### Liverpool

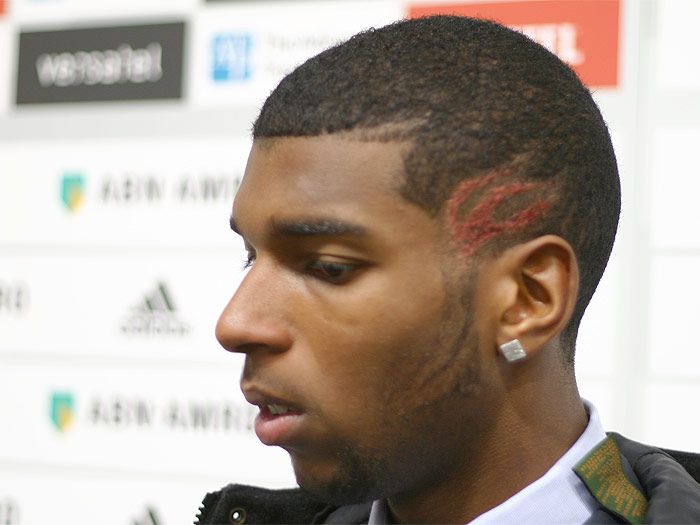
Ryan Babel

2007. július 10-én beszámolók szerint a Liverpool 14 millió fontos ajánlatot tett az amszterdami klubnak. Július 12-én bejelentették, hogy a Liverpool és az Ajax megegyezett egy nagyjából 11,5 millió fontos ajánlatban, később az angol csapat bejelentette, hogy a gyors lábú balszélső július 13-án ötéves szerződést ír alá. Július 13-án mutatták be Josszí Benájúnnal együtt. Babel a 19-es mezt kapta Július 17-én debütált a Werder Bremen elleni barátságos mérkőzésen. A Barclays Asia Trophy 2007-n nem játszhatott egy adat késedelmes megadása miatt. Ezt a Porsmouth elleni döntőre orvosolták.
A Premier Leagueben a 2007–08-as szezonnyitón debütált, az Aston Villa ellen a padról szállt be. Egy héttel később bemutatkozott az Anfield Stadionban is, szintén a padról beszállva a Chelsea ellen. Szeptember 1-én Babel meglőtte első liverpooli gólját a Derby County ellen. Babel első Bajnokok Ligája-gólját Liverpool-játékosként november 6-án a Beşiktaş JK ellen lőtte, miután becserélték. Kétszer talált be a meccsen, és majdnem mesterhármast szerzett, de a Harry Kewell átadását követő fejes a keresztlécen csattant. A holland lőtte a negyedik és az utolsó gólt a Liverpool 2007–08-as UEFA-bajnokok ligája csoportmeccsén az Olympique de Marseille ellen, ahol muszáj volt győzniük. Az Arsenal elleni Bajnokok Ligája-nyolcaddöntő visszavágóján csereként állt be, kiharcolt egy büntetőt, és gólt lőtt, a Liverpool 4–2-re nyert (összesítésben 5–3). Szintén csereként állt be a Chelsea elleni elődöntőben, de annak ellenére, hogy gólt lőtt, a Liverpool hosszabbításban 3–2-re elvérzett.

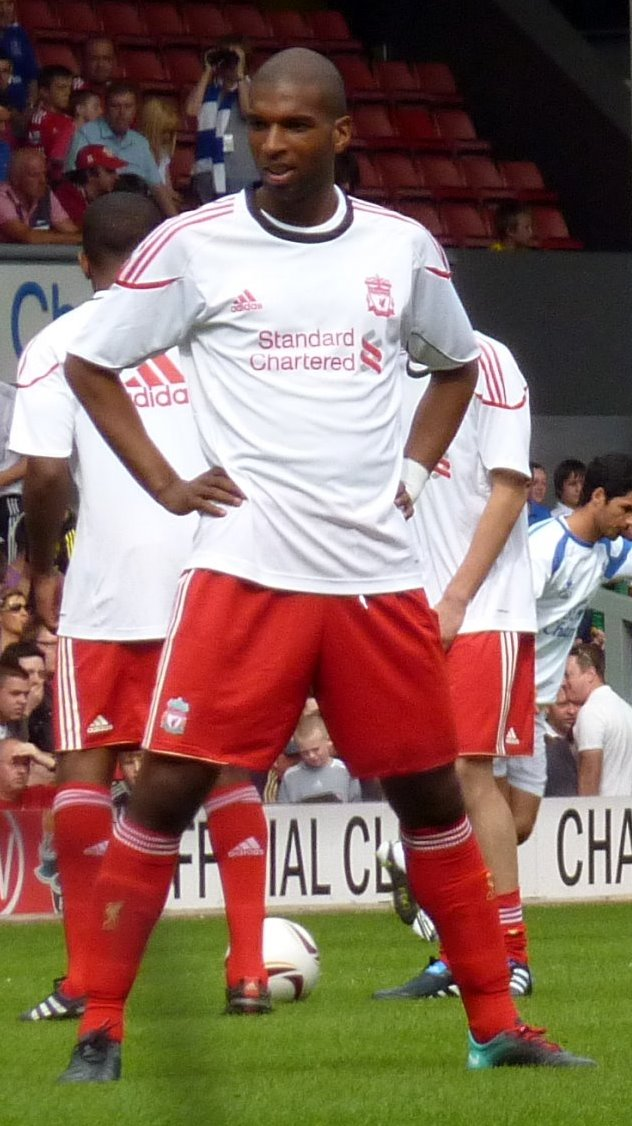
Babel egy meccs előtt 2010-ben

A korábbi Liverpool-és Celtic-játékos Kenny Dalglish azt mondta, hogy Babelnek megvan a képessége a Premier League-védők megfélemlítéséhez a sebességével, és a labdával való trükkösségével. 2008. szeptember 13-án Babel a padról állt be, hogy meglője a Manchester United elleni győztes gólt (2–1), és ez volt az első gólja a 2008–09-es szezonban. Babel második gólját a Newcastle Unitednek lőtte 2008. december 28-án a 'Pool 5–1-es győzelme alkalmával.
2009. szeptember 20-án a West Ham ellen Babel Dirk Kuyt helyére állt be. Ekkor az állás 2–2 volt. A suriname-i származású szélső átvette a labdát, legyőzte a védőjátékost, majd gyönyörű keresztlabdát küldött Fernando Torres elé, aki befejelte a győztes gólt. Babel, akit kritizáltak munkavégzéséért és hozzáállásáért, sok dicséretet kapott a West Ham-meccs után.
2009. szeptember 27-én Babel két gólt lőtt a Hull City ellen, Fernando Torres helyére beállva, 6–1-es meccset kerekítve. 2009. november 4-én a holland szélső lőtte az első gólt a Lyon, egy távoli lövés vezetett az 1–1-es döntetlenhez. A korábbi Liverpool-játékos, Alan Hansen azt mondta, ha Babel úgy játszik, mint a Lyon ellen, megvan a képessége ahhoz, hogy "topjátékos" legyen.
2010. január 6-án kiderült, a Liverpool elutasította a Birmingham City 6 millió fontos ajánlatát Babelért. Babelt megbüntette az edző, Benítez, miután a szélső Twitter-oldalán mondta le a Stoke City ellen a játékot, büntetése kétheti bére, 120 000 font volt. Gyakran pletykáltak arról, hogy távozik az anfieldről, de Rafael Benítez meggyőzte, hogy maradjon. 2010. március 15-én betalált a Portsmouthnak egy 4–1-es győzelem alkalmával. 2010. április 1-én kiállították az SL Benfica elleni Európa-liga-negyeddöntő első meccsének 30. percében egy Luisãóval való veszekedés miatt, először angliai pályafutása során. Betalált a Burnley elleni 4–0-s siker alkalmával a Turf Moor-ban, amivel közelebb kerültek a Claretsek a Championshipbe való kieséshez.
2010. augusztus 19-én Babel lőtte a Trabzonspor elleni győztes gólt az Európa-liga selejtezőjében, ez volt az első meccse a 2010–11-es szezonban. Kezdett az első Premier League-meccsen az Anfielden az Aston Villa ellen, és meglőtte első gólját, miután jobb lábbal átemelte a labdát a korábbi Liverpool-kapus Brad Friedel felett.
Babel még hírhedtebbé vált a rajongók körében, amikor az átigazolási időszak határidején, 2010. augusztus 31-én megjelent a hír, hogy a játékos helikopterrel liverpoolból Londonba repült, hogy tárgyaljon átigazolásáról egy meg nem nevezett helyszínen, lehetségesnek tartották a Tottenham és a West Ham érdeklődését is, de a valódi célpontra nem derült fény. Valójában nem történt átigazolás, a helikopter is kétes hitelességű, de ez a metafóra megmaradt az emlékezetekben, és a Babelcopter kifejezést használják azokra, akik az átigazolás határidején nem ismert klubba szerződhetnek, és a játékos magát is reklámozta a #BabelCopter hashtaggal.
Az egyik első Twitter-használó Premier League-játékosként, Babel 2011 januárjában kiposztolt egy photoshoppolt képet, ami Howard Webb játékvezetőt ábrázolta a Manchester United mezében, miután a Liverpool 1–0-ra kapott ki a Unitedtől a FA-kupában. Később az FA helytelen magatartás miatt 10 000 fontra büntette.
Január 18-án a Liverpool megerősítette, hogy elfogadta a TSG 1899 Hoffenheim nagyjából 7 millió eurós ajánlatát Babelért.
Január 24-én Kenny Dalglish azt nyilatkozta, Ryan marad Liverpoolban, de másnap Babel Németországba repült, hogy véglegesítse a szerződését a TSG 1899 Hoffenheim-mel. Liverpooli időszaka alatt kultikus státust ért el a szurkolók körében Twitteren való aktivitása miatt.

#### Hoffenheim
Babel 2011. január 25-én 2 és fél éves szerződést írt alá a Bundesligában szereplő csapatnál, ahová 8 millió fontért igazolt.
Első tétmeccsén 2011. január 26-án játszotta, a DFB-kupa negyeddöntőjében az FC Energie Cottbus ellen játszottak. Ismert lett a "bal kisujj kint" ünneplésről, amivel az amszterdami hátrányos helyzetű fiatalokat támogatja.
2011. április 9-én Babel meglőtte első hoffenheimi gólját az SC Freiburg elleni 3–2-es vereség alkalmával.
A 2011–12-es Bundesliga-szezonban Babel első gólját 2011. augusztus 20-án lőtte az Augsburg elleni idegenbeli 2–0-s siker alkalmával. 2011. szeptember 10-én meglőtte első dupláját az 1899 Hoffenheimben az Mainz 05 elleni 4–0-s meccsen, majd a következő meccsen (szeptember 17.) is betalált: a VfL Wolfsburg elleni, 3–1-es győzelemmel végződő találkozón.
18 hónapnyi hoffenheimi játék után, 51 meccsen 6 lőtt góllal, 2012. augusztus 30-án szabadlistára tette a klub.

#### Visszatérés az Ajaxhoz
Miután kivásárolta önmagát a hoffenheimi szerződéséből hátralevő 1 évből, visszatért régi csapatához, az Ajaxhoz egyéves időtartamra. A 49-es mezben, éppúgy, mint első ajaxos bemutatkozásakor, 2012. szeptember 15-én mutatkozott be a holland bajnokság 2012–13-as szezonjában az RKC Waalwijk ellen. Derk Boerrigter cseréjeként állt be a második félidőben, majd gólpasszt adott a 2–0-s amszterdami siker második gólját szerző Jody Lukoki-nak. Első gólját visszatérése utéán az ADO Den Haagnak lőtte 2012. szeptember 23-án.
A szezon felén át apró sérüléssel küzdött, végül 16 Eredivisie-meccsen 4 gólt lőtt. Szintén négy meccsen lépett pályára a 2012–2013-as UEFA-bajnokok ligája kiírásban, és további két meccsen a kupában, ahol sérülése előtt a 15. percben ő lőtte az FC Utrecht elleni második gólt, a meccs 3–0-s amszterdami sikerrel végződött. Miután visszatért, segített a csapatnak bebiztosítani saját 3., a klubnak összesen 32. bajnoki címét.

#### Kasımpaşa SK
Miután úgy döntött, nem hosszabbítja meg szerződését az Ajax-szal, hogy helyet csináljon a következő generációnak, Ryan Babel úgy döntött, hogy csatlakozik a korábbi Ajax-játékos, Shota Alvradze által edzett török Kasımpaşa csapatához. Törökországba követte a fiatal amszterdami születésű hátvédet, Ryan Donkot, aki a belga Club Brugge csapatát hagyta el.

#### Beşiktaş JK
2017. január 2-án a török Beşiktaş csapatához igazolt.

### Válogatott

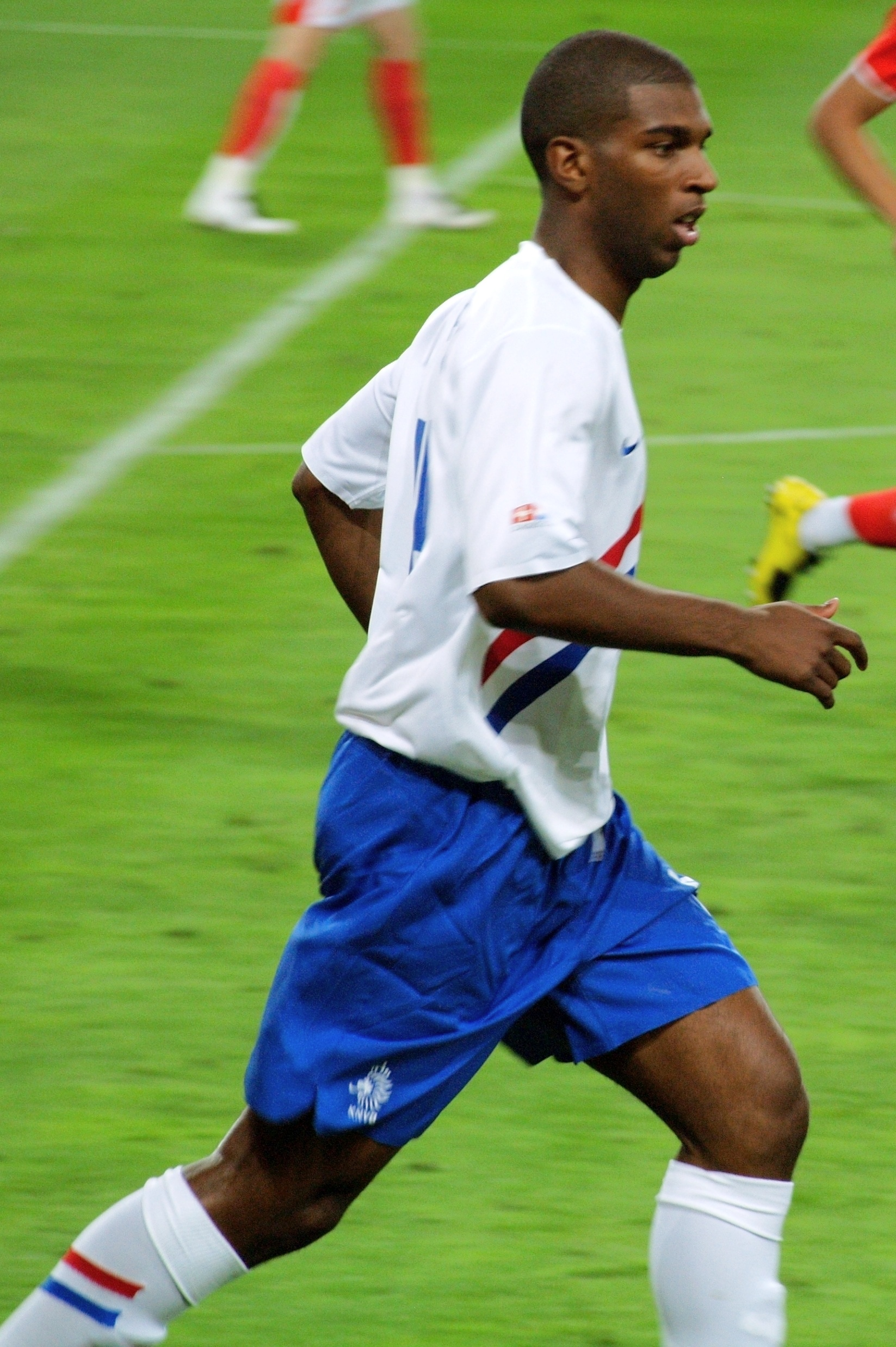
Babel egy holland válogatott meccsen 2007 augusztusában

Babel részt vett a 2005-ös U20-as labdarúgó-világbajnokságon. Babel négy meccsen két gólt szerzett a negyeddöntőig jutó holland csapatban. Ott Nigériától 10–9-re kaptak ki büntetőpárbajban (Babel belőtte tizenegyesét).
Ezután a szezon után Babel bemutatkozhatott a felnőttválogatottban Románia ellen. A második félidőben Arjen Robben helyére állt be, és ő lőtte a 2–0-s siker második gólját. Ezzel a góllal 68 év után Babel lett Hollandia legfiatalabb gólszerzője, és a válogatott teljes történelme során is csak hárman lőttek nála ifjabban gólt. Babel ekkor stabil csapattag volt az Ajaxban, a 2004–05-ös szezonban 22 meccsen hét gólt lőtt.
2006-ban Marco van Basten nevezte Babelt a 2006-os labdarúgó-világbajnokság holland keretébe. Habár térdsérüléssel küzdött, Babel egy meccsen mégis pályára lépett, az Argentína elleni csoportmeccs második félidejében Ruud van Nistelrooy helyett állt be. Van Basten így beszélt Babelről: "Minden esélye megvan, hogy ő legyen a következő Thierry Henry".
2007 júniusában Babel a holland U21-es labdarúgó-válogatott tagjaként részt vett a hazai rendezésű 2007-es U21-es labdarúgó-Európa-bajnokságon. A csoportkörben Babel Portugália ellen büntetőből talált be, hozzásegítve ezzel csapatát az elődöntőbe jutáshoz, és a 2008-as pekingi olimpián való részvételhez. Második gólját a szerbek ellen 4–1-re megnyert döntőben szerezte, Babel lett a meccs embere, a hollandok megvédték címüket.
2008 májusában Babelt behívták a 2008-as labdarúgó-Európa-bajnokságon szereplő holland keretbe. Május 31-én bejelentették, nem utazhat az Európa-bajnokságra edzésen elszenvedett bokaszalag-szakadása miatt. Van Basten helyette a Chelsea védőjét, Khalid Boulahrouzt hívta be.
Babel volt a csapatkapitánya a 2008-as pekingi olimpia negyeddöntőig menetelő holland csapatának.

#### 2010-es világbajnokság
Babelt nevezték a 2010-es dél-afrikai világbajnokság keretébe. 2010. május 27-én Bert van Marwijk megerősítette, hogy a játékos tagja lesz a végső 23-as keretnek is. Bár Hollandia eljutott a döntőig, Babel a torna egy meccsén sem játszott.

#### 2012-es Európa-bajnokság
Babel több mint egyéves kihagyás után szerepelt újra az Oranjében, 2011. november 11-én egy Európa-bajnokság előtti felkészülési meccsen Svájc ellen kezdett.

## Statisztikák

### Klubcsapatban
| Klub                             | Szezon              | Eredivisie     | Eredivisie     | KNVB-kupa      | KNVB-kupa      | Szuperkupa     | Szuperkupa     | Európa | Európa | Összesen | Összesen |
| Klub                             | Szezon              | Meccs          | Gól            | Meccs          | Gól            | Meccs          | Gól            | Meccs  | Gól    | Meccs    | Gól      |
| -------------------------------- | ------------------- | -------------- | -------------- | -------------- | -------------- | -------------- | -------------- | ------ | ------ | -------- | -------- |
| Ajax (Eredivisie)                | 2003–04             | 1              | 0              | 0              | 0              | -              | -              | 0      | 0      | 1        | 0        |
| Ajax (Eredivisie)                | 2004–05             | 20             | 7              | 2              | 0              | -              | -              | 4      | 1      | 26       | 8        |
| Ajax (Eredivisie)                | 2005–06             | 25             | 2              | 1              | 0              | 1              | 1              | 9      | 2      | 36       | 5        |
| Ajax (Eredivisie)                | 2006–07             | 27             | 5              | 3              | 0              | 1              | 0              | 7      | 2      | 38       | 7        |
| Ajax (Eredivisie)                | Ajax összesen       | 73             | 14             | 6              | 0              | 2              | 1              | 20     | 5      | 101      | 20       |
|                                  |                     | Premier League | Premier League | FA-kupa        | FA-kupa        | Ligakupa       | Ligakupa       | Európa | Európa | Összesen | Összesen |
| Liverpool (Premier League)       | 2007–08             | 30             | 4              | 4              | 1              | 2              | 0              | 13     | 5      | 49       | 10       |
| Liverpool (Premier League)       | 2008–09             | 27             | 3              | 3              | 0              | 2              | 0              | 10     | 1      | 42       | 4        |
| Liverpool (Premier League)       | 2009–10             | 25             | 4              | 1              | 0              | 2              | 0              | 10     | 2      | 38       | 6        |
| Liverpool (Premier League)       | 2010–11             | 9              | 1              | 1              | 0              | 1              | 0              | 6      | 1      | 17       | 2        |
| Liverpool (Premier League)       | Liverpool összesen  | 91             | 12             | 9              | 1              | 7              | 0              | 39     | 9      | 146      | 22       |
|                                  |                     | Bundesliga     | Bundesliga     | DFB-Pokal      | DFB-Pokal      | DFB-Ligapokal  | DFB-Ligapokal  | Európa | Európa | Total    | Total    |
| TSG 1899 Hoffenheim (Bundesliga) | 2010–11             | 15             | 1              | 1              | 0              | 0              | 0              | 0      | 0      | 16       | 1        |
| TSG 1899 Hoffenheim (Bundesliga) | 2011–12             | 31             | 4              | 4              | 1              | 0              | 0              | 0      | 0      | 35       | 5        |
| TSG 1899 Hoffenheim (Bundesliga) | Hoffenheim összesen | 46             | 5              | 5              | 1              | 0              | 0              | 0      | 0      | 51       | 6        |
|                                  | Szezon              | Eredivisie     | Eredivisie     | KNVB-kupa      | KNVB-kupa      | Szuperkupa     | Szuperkupa     | Európa | Európa | Összesen | Összesen |
| Meccs                            | Szezon              | Gól            | Meccs          | Gól            | Meccs          | Gól            | Meccs          | Gól    | Meccs  | Gól      |          |
| Ajax (Eredivisie)                | 2012–13             | 16             | 4              | 2              | 1              | 0              | 0              | 4      | 0      | 22       | 5        |
| Ajax (Eredivisie)                | Ajax összesen       | 89             | 18             | 8              | 1              | 2              | 1              | 24     | 5      | 123      | 25       |
|                                  | Szezon              | Süper Lig      | Süper Lig      | Türkiye Kupası | Türkiye Kupası | TFF Süper Kupa | TFF Süper Kupa | Európa | Európa | Összesen | Összesen |
| Meccs                            | Szezon              | Gól            | Meccs          | Gól            | Meccs          | Gól            | Meccs          | Gól    | Meccs  | Gól      |          |
| Kasımpaşa (Süper Lig)            | 2013–14             | 27             | 5              | 1              | 0              | 0              | 0              | 0      | 0      | 28       | 5        |
| Kasımpaşa (Süper Lig)            | Kasımpaşa összesen  | 27             | 5              | 1              | 0              | 0              | 0              | 0      | 0      | 28       | 5        |
| Karrier összesen                 | Karrier összesen    | 147            | 34             | 22             | 3              | 9              | 1              | 63     | 14     | 321      | 53       |
| 2014. február 28. szerint        |                     |                |                |                |                |                |                |        |        |          |          |

### Válogatottban
| #                       | Dátum              | Ellenfél    | Végeredmény | Hollandia szemszögéből | Kiírás                           |
| 1                       | 2005. március 26.  | Románia     | 2–0         | Győzelem               | 2006-os világbajnokság selejtező |
| 2                       | 2005. november 12. | Olaszország | 1–3         | Vereség                | Barátságos                       |
| 3                       | 2006. június 1.    | Mexikó      | 2–1         | Győzelem               | Barátságos                       |
| 4                       | 2007. február 7.   | Oroszország | 4–1         | Győzelem               | Barátságos                       |
| 5                       | 2008. május 24.    | Ukrajna     | 3–0         | Győzelem               | Barátságos                       |
| 2008. május 24. szerint |                    |             |             |                        |                                  |

## Sikerei, díjai

### Klubcsapatokban
Ajax
- Eredivisie: 2003–04, 2012–13
- KNVB-kupa: 2005–06, 2006–07
- Szuperkupa: 2005, 2006

### Válogatottban
Hollandia U21
- U21-es labdarúgó-Európa-bajnokság: 2007

Hollandia
- Labdarúgó-világbajnokság: ezüstérmes (2010)

### Egyéni sikerek
- 2007-es U21-es Európa-bajnokság: a döntő legjobbja
- 2007-es U21-es labdarúgó-Európa-bajnokság: a torna csapata
- 2006–07 Az AFC Ajax Év Tehetsége
- 2007–08 A Liverpool FC legjobb fiatal játékosa

## Fordítás
- Ez a szócikk részben vagy egészben  a   Ryan Babel című angol Wikipédia-szócikk ezen változatának fordításán alapul.  Az eredeti cikk szerkesztőit annak laptörténete sorolja fel. Ez a jelzés csupán a megfogalmazás eredetét és a szerzői jogokat jelzi, nem szolgál a cikkben szereplő információk forrásmegjelöléseként.